# ساند (تشيشير)
ساند (بالإنجليزية: Sound, Cheshire)‏ هي قرية و أبرشية مدنية تقع في المملكة المتحدة في إنجلترا. يقدر عدد سكانها بـ 233 نسمة .